# Ívars þáttr Ingimundarsonar
Pour les articles homonymes, voir Ivarr.
L’Ívars þáttr Ingimundarsonar (« Dit d'Ívarr Ingimundarson ») est un très court þáttr datant du XIIIe siècle et conservé dans la Morkinskinna. Il évoque l'amitié du roi de Norvège Eysteinn Magnússon envers le scalde islandais Ívarr Ingimundarson.  
Ívarr vivait à la cour d'Eysteinn. Son frère épousa la femme qu'il aimait, le plongeant dans l'affliction. Le roi fit vainement plusieurs offres pour le consoler. Il lui proposa finalement de parler ensemble chaque jour de son chagrin, et Ívarr guérit rapidement.
Le motif du triangle amoureux est récurrent dans les sagas mettant en scène un scalde (skaldasögur). 
À cet égard, l’Ívars þáttr Ingimundarsonar se rapproche particulièrement de la Bjarnar saga Hítdælakappa
. Dans le þáttr, Ívarr charge son frère, qui rentre en Islande, de dire à la femme qu'il aime d'attendre son retour, mais ce dernier l'épouse. Dans la saga, Björn, alors en Norvège, charge Þórðr de confirmer son engagement à sa fiancée, mais ce dernier l'épouse, après avoir répandu la fausse nouvelle de la mort de Björn.

## Traductions
- (fr) Le Dit d’Ívarr fils d’Ingimundr. In : Boyer, Régis. Les Sagas miniatures (þættir). Paris : Les Belles Lettres, 1999. (Vérité des mythes).  (ISBN 2-251-32431-3).
- (en) Concerning King Eysteinn and Ívarr. Ch. 65 de Morkinskinna  : the earliest Icelandic chronicle of the Norwegian kings (1030-1157). Transl. with intr. and notes by Theodore M. Andersson and Kari Ellen Gade. Ithaca ; London : Cornell University Press, 2000. (Islandica ; LI).  (ISBN 0-8014-3694-X).